# 1684 en philosophie
Chronologie de la philosophie
- 1680
- 1681
- 1682
- 1683
- 1684
- 1685
- 1686
- 1687
- 1688

L’année 1684 a été marquée, en philosophie, par les événements suivants :

## Publications
- François Bernier :  Nouvelle division de la terre par les différentes espèces ou races d’hommes qui l’habitent, envoyée par un fameux voyageur à M. l’abbé de La ***, le Journal des Savants, avril 1684, et le Mercure de France de 1722 ;

- René Descartes :  
  - Règles pour la direction de l'esprit, (Regulae ad directionem ingenii), inachevée, publication posthume en traduction néerlandaise de Jan Glazemaker 1684, texte latin dans les Opuscula posthuma, 1701 AT X
  - Recherche de la vérité par la lumière naturelle, texte inachevé, publié pour la première fois en traduction néerlandaise 1684, texte latin dans les Opuscula posthuma, 1701 ; puis dans le volume XI, p. 330-376, des Œuvres de Descartes publiées à Paris, 1826 par Victor Cousin, AT X.

- Gottfried Wilhelm Leibniz : 
  - Nova Methodus pro Maximis et Minimis;
  - Meditationes de cognitione, veritate et ideis.

- Nicolas Malebranche : Traité de morale (1684)

- Charles de Saint-Évremond : Discours sur Épicure

## Décès
- 28 juillet à Padoue : Elena Cornaro Piscopia (née le 5 juin 1646 à Venise) est une philosophe et mathématicienne italienne, membre de la famille Cornaro, qui donna quatre doges à la République de Venise.

- 9 septembre : Jakob Thomasius (né le 27 août 1622) est un philosophe et juriste allemand.

- 8 octobre [1] à paris : Géraud de Cordemoy, né à Paris le 6 octobre 1626, est un philosophe, historien et avocat français, connu principalement pour ses travaux de métaphysique et de théorie du langage.